# Seznam narodnih parkov Južne Koreje
Narodni parki Južne Koreje so zavarovana javna zemljišča, na katerih je večina oblik gradnje prepovedanih. Pokrivajo skupno 6,6 % površine države in so običajno nv gorskih ali obalnih regijah. Največji gorski park v državi je narodni park Jirisan na jugozahodu; to je bil tudi prvi narodni park, ki je bil imenovan leta 1967. Največji morski park je narodni park Dadohaehaesang, s površino več kot 2200 km2, vendar je skoraj vsa površina vode. Najmanjši park je Wolchulsan, s površino le 56,1 km2.
Od leta 2023 je v Južni Koreji 23 narodnih parkov; parke, z izjemo narodnega parka Hallasan, upravlja Korejska služba narodnih parkov, ustanovljena leta 1987. Uprava ima lastno policijsko silo, od leta 1998 pa je pod jurisdikcijo ministrstva za okolje. Prej je bil pod pristojnostjo Ministrstva za gradbeništvo.

## Zgodovina
Vstop v narodne parke v Južni Koreji je bil na začetku brezplačen. Leta 1974 je večina južnokorejskih narodnih parkov preklicala politiko brezplačnega vstopa. Trenutno je brezplačen le narodni park Gjongju. Leta 1993 so prihodki od vstopnic Korejskega narodnega parka predstavljali 65 % celotnih prihodkov parka. Z vsakoletnim povečanjem števila turistov je korejska vlada omejila število turistov in dejavnosti, da bi učinkovito zaščitila naravno okolje parka, ter nadzorovala število turistov s sistemom rezervacij. Piknik in kampiranje za turiste se lahko izvajata le na določenih območjih, nočno plezanje pa je strogo prepovedano. Poleg tega je Južna Koreja na nekaterih območjih z visoko ohranitveno vrednostjo v narodnih parkih uvedla program naravnega počitka, da bi se izognila škodi, ki jo povzroči človek.
| Ime (slovensko, hangul, hanja)                                  | Slika | Lokacija                                                     | Leto vpisa | Površina | Tip terena       |
| --------------------------------------------------------------- | ----- | ------------------------------------------------------------ | ---------- | -------- | ---------------- |
| Narodni park Bukhansan 북한산국립공원 北漢山國立公園            |       | Seul, Gjongi                                                 | 1983       | 80 km2   | Gorski           |
| Narodni park Bjonsan-bando 변산반도국립공원 邊山半島國立公園    |       | Jolabuk-do                                                   | 1988       | 155 km2  | Morski in obalni |
| Narodni park Čiaksan 치악산국립공원 雉岳山國立公園              |       | Gangvon-do                                                   | 1984       | 182 km2  | Gorski           |
| Narodni park Dadohehesang 다도해해상국립공원 多島海海上國立公園 |       | Jolanam-do                                                   | 1981       | 2325 km2 | Morski in obalni |
| Narodni park Dogjusan 덕유산국립공원 德裕山國立公園             |       | Jolabuk-do, Gjongsangnam-do                                  | 1975       | 232 km2  | Gorski           |
| Narodnia park Gajasan 가야산국립공원 伽倻山國立公園             |       | Gjongsangnam-do, Gjongsangbuk-do                             | 1972       | 77 km2   | Gorski           |
| Narodni park Gjongdžu 경주국립공원 慶州國立公園                 |       | Gjongsangbuk-do                                              | 1968       | 137 km2  | Zgodovinski      |
| Narodni park Gjerjongsan 계룡산국립공원 鷄龍山國立公園          |       | Čungčongnam-do, Dedžon                                       | 1968       | 65 km2   | Gorski           |
| Narodni park Hallasan 한라산국립공원 漢拏山國立公園             |       | Čedžu                                                        | 1970       | 153 km2  | Gorski           |
| Narodni park Halljohesang 한려해상국립공원 閑麗海上國立公園     |       | Jolanam-do, Gjongsangnam-do                                  | 1968       | 545 km2  | Morski in obalni |
| Narodni park Džirisan 지리산국립공원 智異山國立公園             |       | Jolanam-do, Jolabuk-do, Gjongsangnam-do                      | 1967       | 472 km2  | Gorski           |
| Narodni park Džuvangsan 주왕산국립공원 周王山國立公園           |       | Gjongsangbuk-do                                              | 1976       | 107 km2  | Gorski           |
| Narodni park Nedžangsan 내장산국립공원 內藏山國立公園           |       | Jolanam-do, Jolabuk-do                                       | 1971       | 81 km2   | Gorski           |
| Narodni park Odesan 오대산국립공원 五臺山國立公園               |       | Gangvon-do                                                   | 1975       | 304 km2  | Gorski           |
| Narodni park Soraksan 설악산국립공원 雪嶽山國立公園             |       | Gangvon-do                                                   | 1970       | 398 km2  | Gorski           |
| Narodni park Sobeksan 소백산국립공원 小白山國立公園             |       | Čungčongbuk-do, Gjongsangbuk-do                              | 1987       | 322 km2  | Gorski           |
| Narodni park Songnisan 속리산국립공원 俗離山國立公園            |       | Čungčongbuk-do, Gjongsangbuk-do                              | 1970       | 274 km2  | Gorski           |
| Narodni park Teanhean 태안해안국립공원 泰安海岸國立公園         |       | Čungčongnam-do                                               | 1978       | 326 km2  | Morski in obalni |
| Narodni park Volčulsan 월출산국립공원 月出山國立公園            |       | Jolanam-do                                                   | 1988       | 56 km2   | Gorski           |
| Narodni park Voraksan 월악산국립공원 月岳山國立公園             |       | Čungčongbuk-do, Gjongsangbuk-do                              | 1984       | 288 km2  | Gorski           |
| Narodni park Mudungsan 무등산국립공원 無等山國立公園            |       | Gvangdžu, Jolanam-do                                         | 2012       | 75 km2   | Gorski           |
| Narodni park Tebeksan 태백산국립공원 太白山國立公園             |       | Jongvol, Jongson, Tebek, Gangvon-do Bonghva, Gjongsangbuk-do | 2016       | 70 km2   | Gorski           |
| Narodni park Palgongsan 팔공산국립공원 八公山國立公園           |       | Degu, Gjongsangbuk-do                                        | 2023       | 126 km2  | Gorski           |